# Муракаєво
Мурака́єво (рос. Муракаєво, башк. Мораҡай) — присілок у складі Абзеліловського району Башкортостану, Росія. Входить до складу Баїмовської сільської ради.
Населення — 329 осіб (2010; 293 в 2002).
Національний склад:
- башкири — 98%